# Zwarte Driehoek
Met de Zwarte Driehoek wordt de grensregio tussen Polen, Duitsland en Tsjechië bedoeld,
waar gedurende een lange periode extreem ernstige luchtvervuiling heeft bestaan.

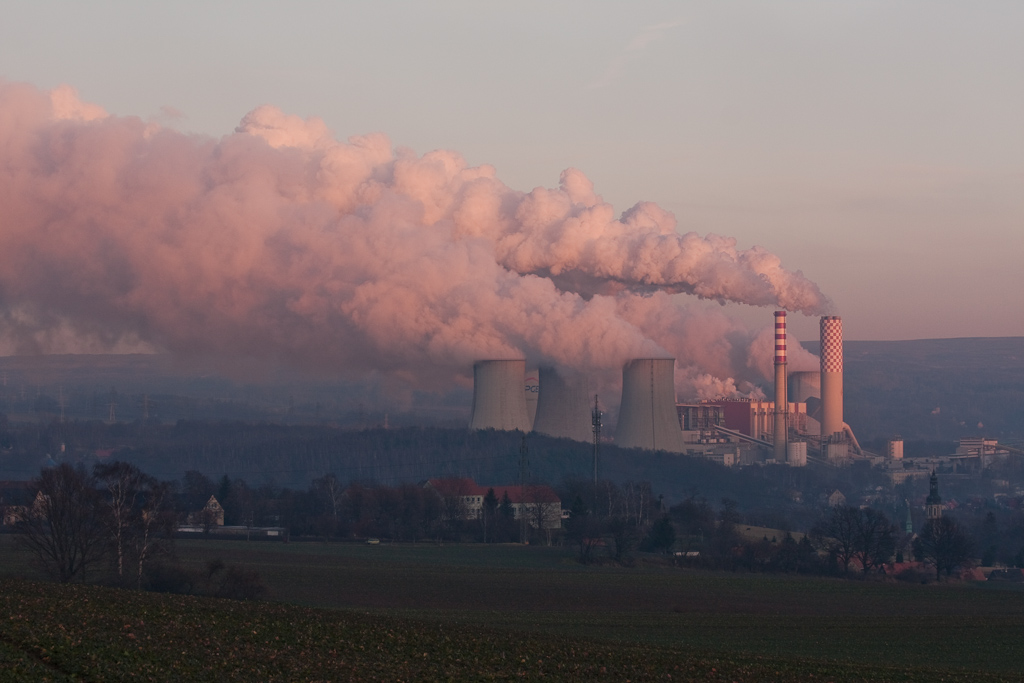
Energiecentrale Turów

Het vrijkomen van grote hoeveelheden luchtverontreiniging zoals zwaveldioxide, stikstofoxiden en stof is onder andere het gevolg van uitgebreid gebruik van bruinkool voor elektriciteitsopwekking in alle drie landen, zoals bij de bruinkoolmijn Turów in Polen die nog steeds in gebruik is.
De term Zwarte Driehoek komt uit de jaren '80. In de jaren na de politieke veranderingen van 1990 was de Zwarte Driehoek doelwit van omvangrijke reductieprogramma's van emissies. 
Hierdoor daalde de uitstoot van verontreinigende stoffen tussen 1989 en 1999 met 80 tot 95 procent.
De verbeteringen waren zo opvallend dat milieuminister Frank Kupfer in 2009 uitsprak dat de Zwarte Driehoek nu een "Groene Driehoek" is geworden.